# 松風公園 (守谷市)

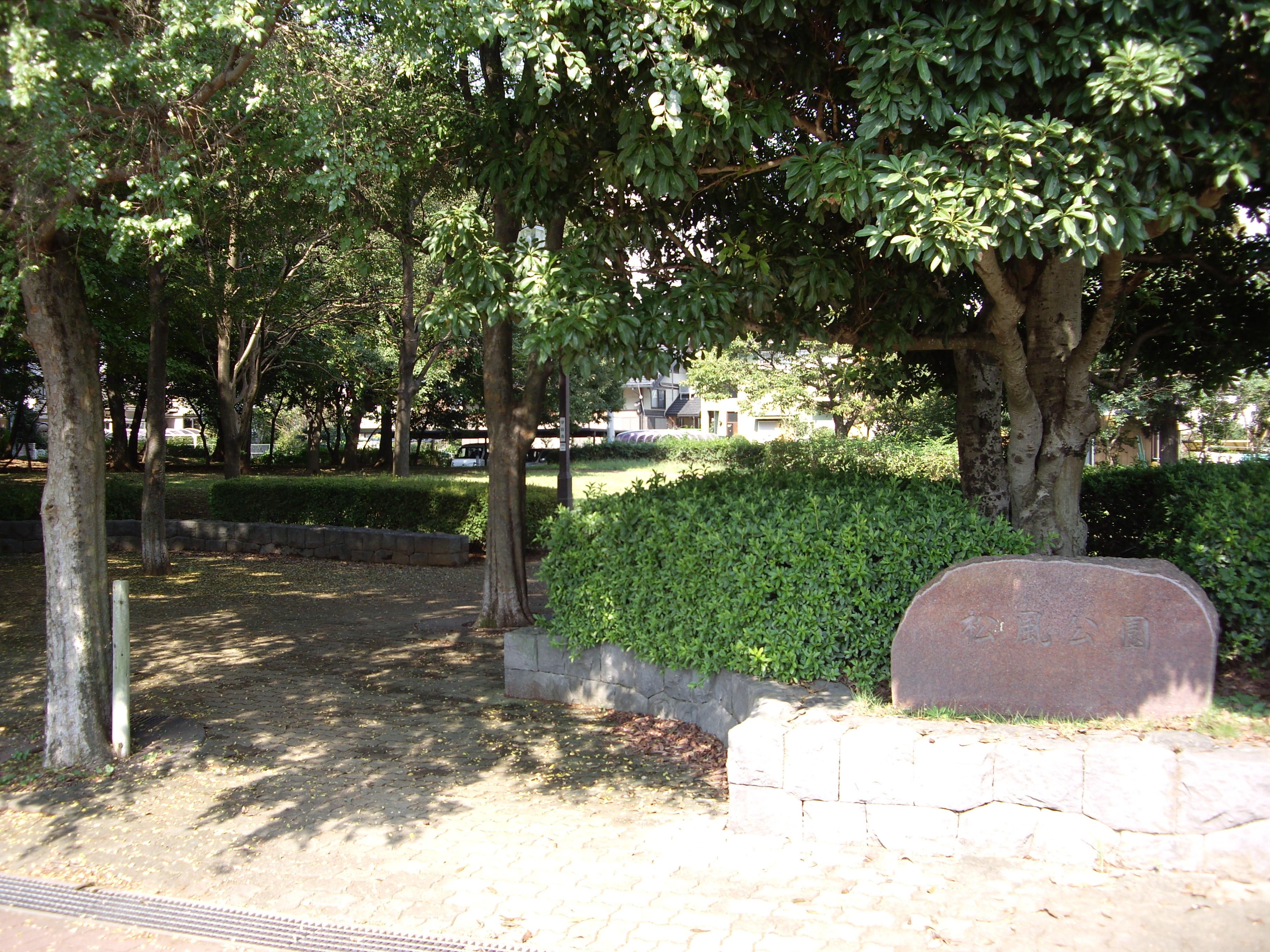
松風公園

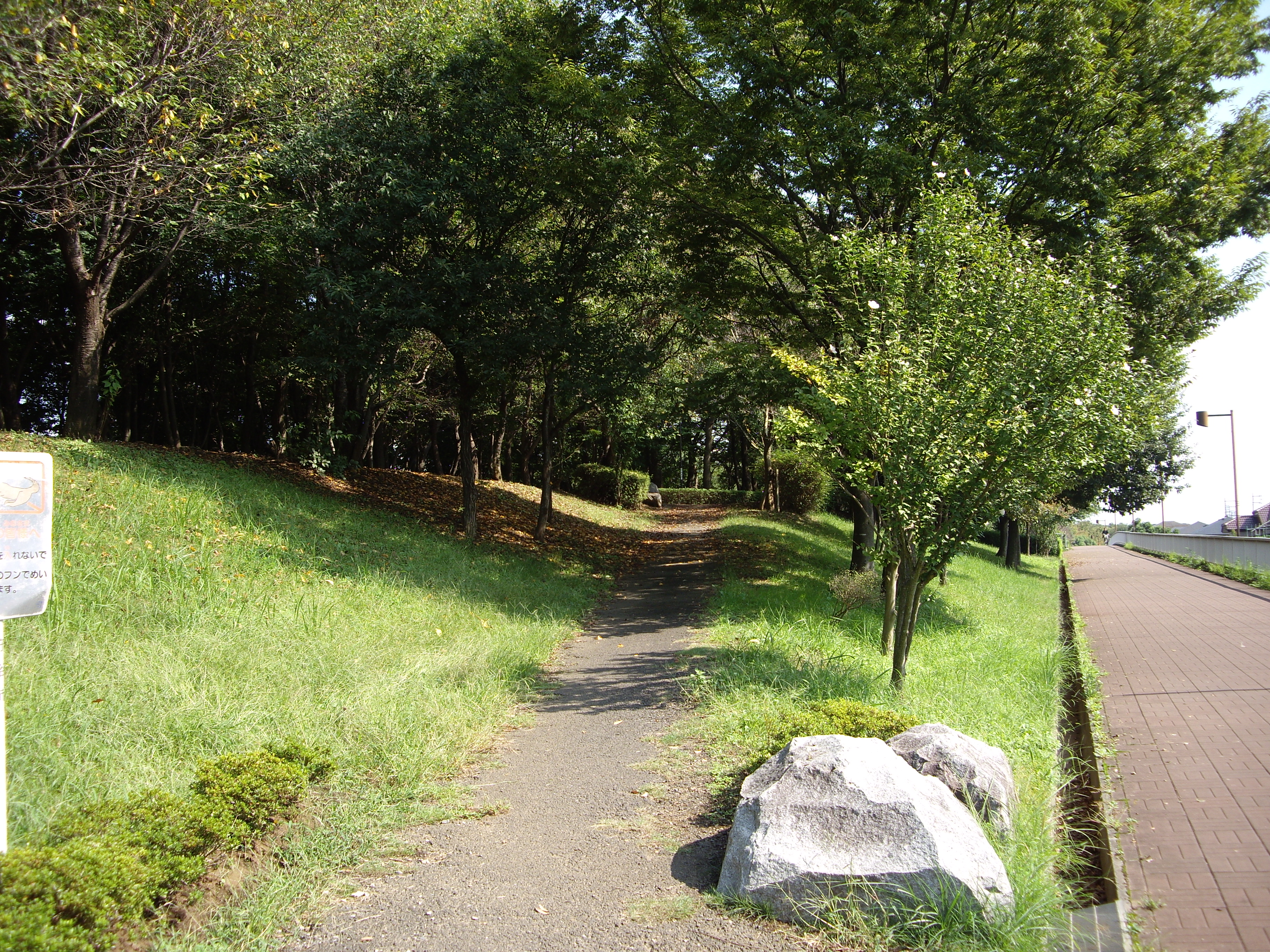
松風公園・幸福の路側入口

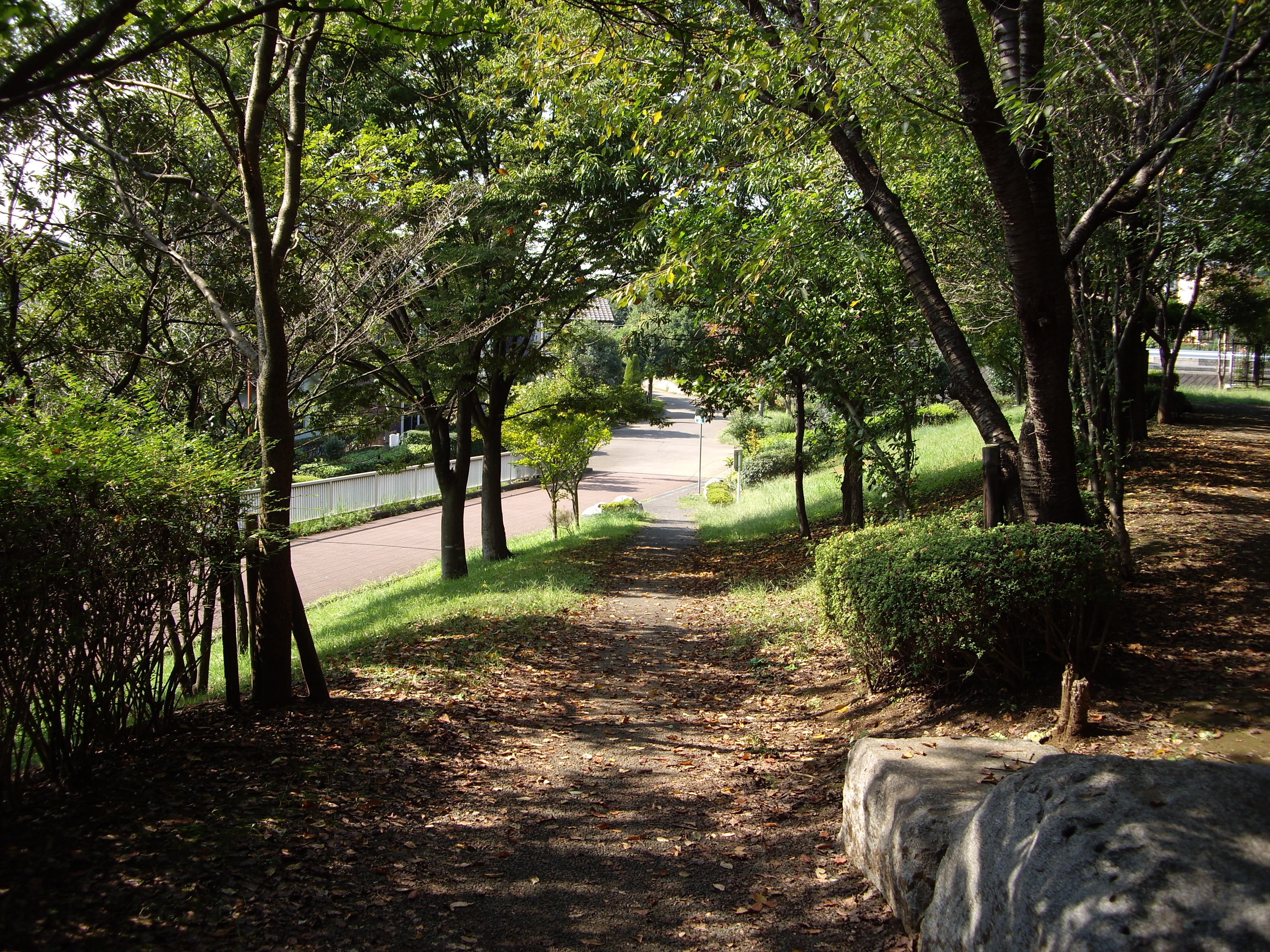
松風公園より幸福の路を臨む

松風公園（まつかぜこうえん）は、茨城県守谷市松ケ丘二丁目にある公園である。

## 概要
常総ニュータウン南守谷造成時に作られた公園の1つである。遊歩道「幸福（しあわせ）の路」沿いにあり、松ケ丘とけやき台の境に位置する。公園内は主に森となっており、隣接する場所の高低差を生かし、東側は切り通しの道を眼下に臨む展望台になっている。